# کاپلی اسپرت
کاپلی اسپرت (انگلیسی: Capelli Sport) شرکت تجهیزات ورزشی آمریکایی است، که در سال ۲۰۱۱ تأسیس شد.

## حمایت‌های مالی
فهرست زیر از تیم‌های فوتبال حرفه ای هستند که توسط کاپلی اسپرت حمایت می‌شوند:

### مردان
باشگاه‌ها
- باشگاه فوتبال آستریا کلاگن‌فورت
- Barnechea
- Palestino
- Universidad de Concepción
- باشگاه فوتبال باومیت یابلونتس
- HB Køge
- Herfølge Boldklub
- Viborg FF
- باشگاه فوتبال آلمانیا آخن
- BSG Wismut Gera[۲]
- باشگاه فوتبال دویسبورگ
- 1. FC Düren
- SpVgg Bayreuth
- Türkgücü München
- Viktoria Berlin
- Viktoria Köln
- Waldhof Mannheim
- باشگاه فوتبال وهن ویسبادن
- Inter Allies
- Kotoku Royals F.C.
- باشگاه فوتبال آترومیتوس
- Ergotelis
- Wing Yee (آکادمی)
- Utenis Utena
- باشگاه فوتبال اف۹۱ دودلانژ[۳]
- St. Lucia
- Los Cabos
- FC Dordrecht
- باشگاه فوتبال پوگون شچچین
- TSC Bačka Topola
- Brežice 1919
- Altınordu
- Amarillo Bombers
- Central Valley Fuego FC[۴]
- Colorado Springs Switchbacks FC
- Florida Tropics SC
- Kansas City Comets
- Utica City FC

تیم‌های ملی
- باربادوس
- گویان
- لبنان

### زنان
باشگاه‌ها
- Barnechea
- HB Køge
- Barnsley
- Coventry United
- London City Lionesses
- AS Monaco [fr]
- باشگاه فوتبال دویسبورگ
- Viktoria Berlin

تیم‌های ملی
- گویان
- سنت کیتس و نویس